# Nir Barkat

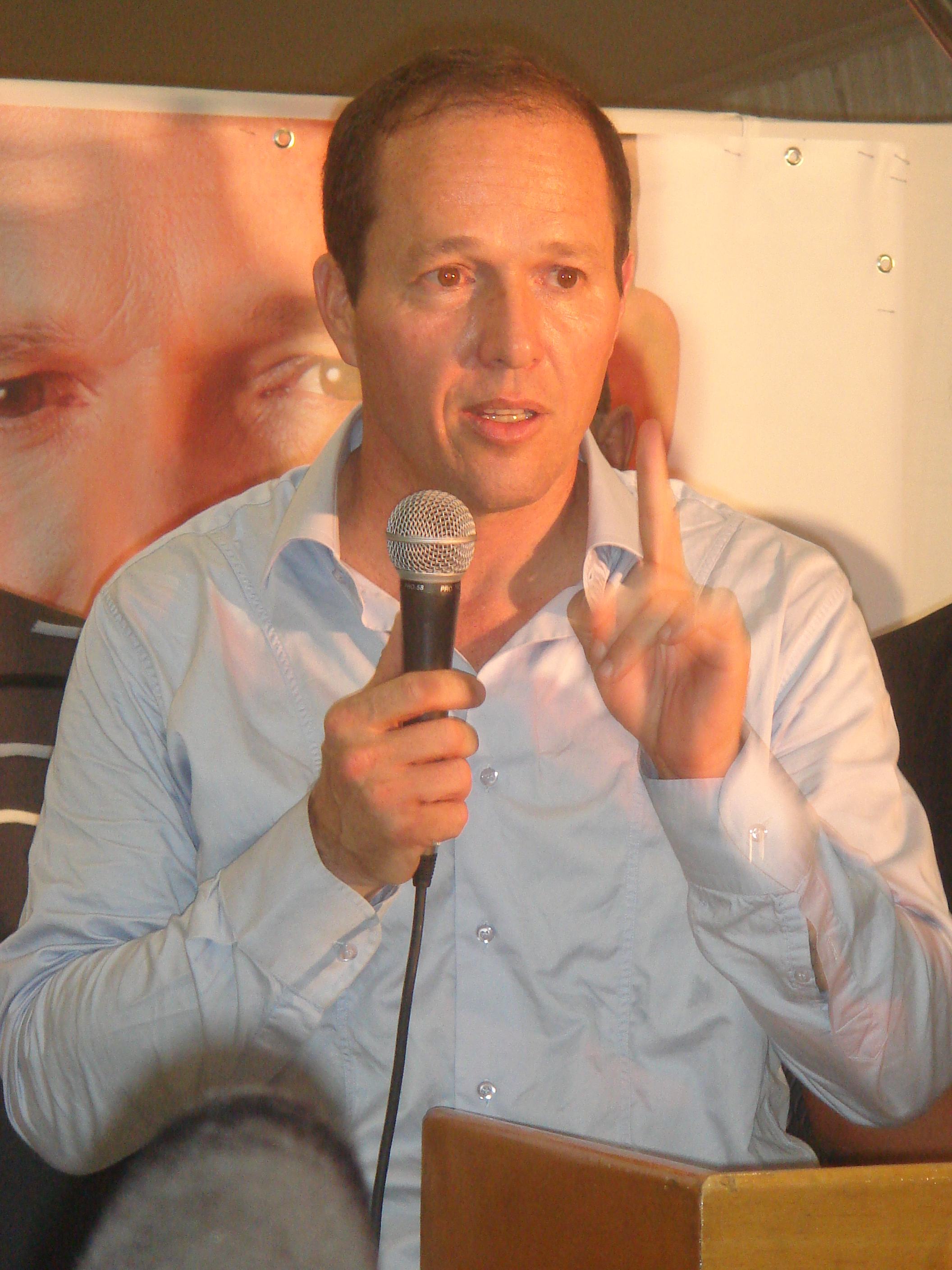
Nir Barkat, 2008

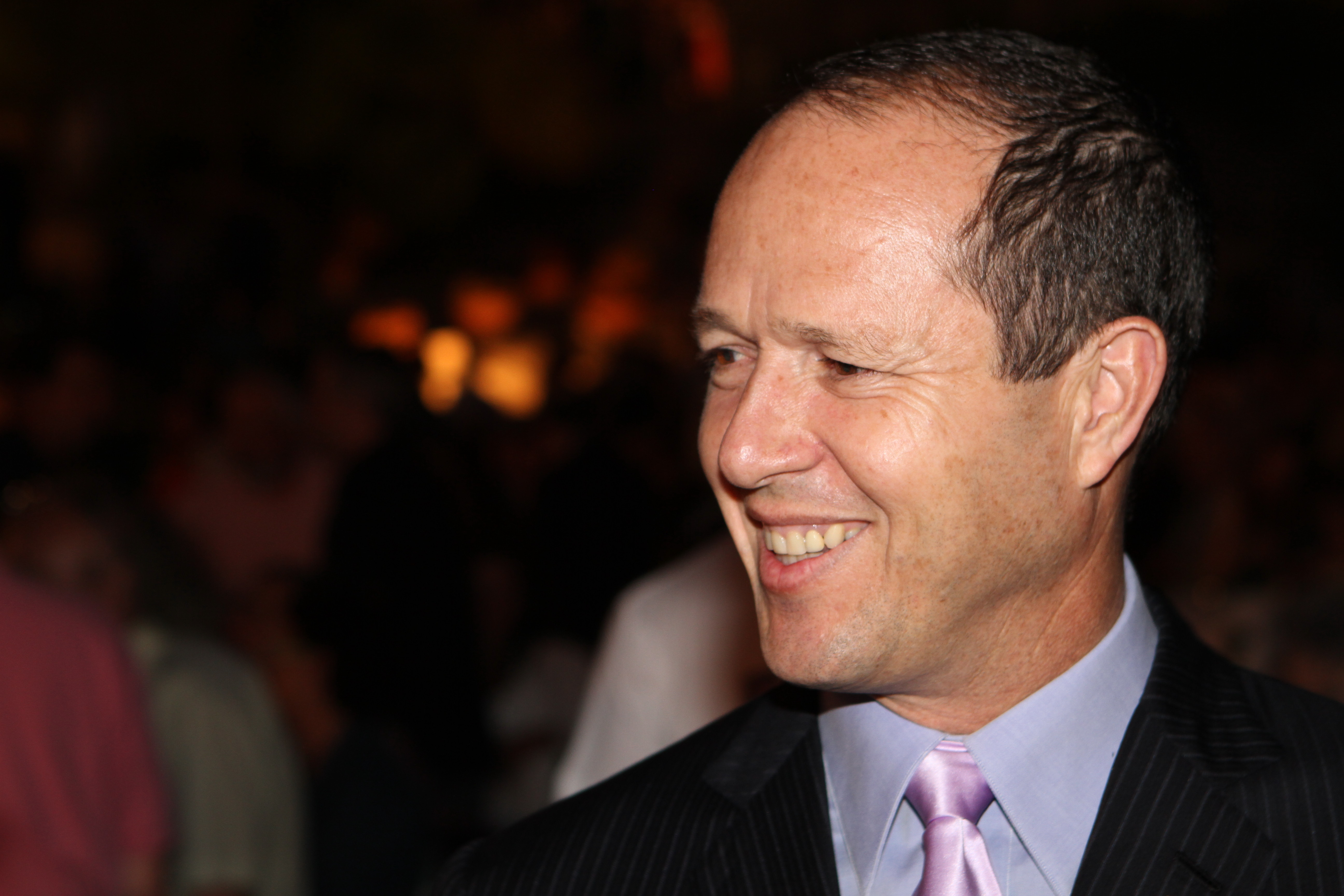
Nir Barkat bei der Eröffnung des Jerusalem Film Festival (2012)

Nir Barkat (hebräisch ניר ברקת; * 19. Oktober 1959 in Jerusalem) ist ein israelischer Geschäftsmann und Politiker (Likud). Er wurde am 11. November 2008 zum Bürgermeister von Jerusalem gewählt, trat sein Amt am 3. Dezember 2008 an und wurde 2013 wiedergewählt. Mosche Lion ist ihm am 4. Dezember 2018 nachgefolgt.

## Leben
Barkat wurde 1959 in Jerusalem geboren, wo er auch aufwuchs. Er diente sechs Jahre in der Fallschirmjäger-Brigade der israelischen Armee (1977–1983), aus der er im Rang eines Majors ausschied. Danach studierte er Informatik und Betriebswirtschaftslehre an der Hebräischen Universität Jerusalem. 1988 gründete er eine auf Antivirus-Software spezialisierte Softwarefirma.
2003 trat Barkat mit der Gründung der Partei Yerushalayim Tatzliyah (Jerusalem wird erfolgreich sein) in die Politik ein. Er unterlag im selben Jahr im Bürgermeisterwahlkampf dem ultraorthodoxen Kandidaten Uri Lupolianski mit 43 % der abgegebenen Stimmen und wurde damit Oppositionsführer. Am 11. November 2008 gewann er die Wahl zum Bürgermeister von Jerusalem gegen seinen ultraorthodoxen Rivalen Meir Porusch von Yahadut HaTorah mit 52 % zu 43 % der Stimmen. Lupolianski war nicht erneut angetreten. Bei der folgenden Bürgermeisterwahl 2013 setzte sich Barkat in der Stichwahl gegen seinen orthodoxen Konkurrenten Mosche Lion durch.
Im Dezember 2015 wechselte er zum Likud, was sogleich als Anzeichen einer möglichen Bewerbung um die Nachfolge Benjamin Netanjahus gedeutet wurde. Seit 29. Dezember 2022 ist Barkat als Wirtschaftsminister tätig.
Barkat ist verheiratet und hat drei Töchter.

## Politische Positionen
Anfang Juli 2025 gehörte Barkat zu den Unterzeichnern eines Briefes an Ministerpräsident Netanjahu, in dem 14 Minister der Likud-Partei sowie Knesset-Sprecher Amir Ohana die sofortige Annexion des Westjordanlandes forderten.